# Arthur Nichols
Pour les articles homonymes, voir Nichols.
Arthur Richardson Nichols est un architecte paysagiste américain né le 15 avril 1881 à Springfield et mort le 23 janvier 1970 à Minneapolis. Il est connu pour de nombreuses infrastructures touristiques aménagées le long des routes du Minnesota dans le style rustique du National Park Service. Ces réalisations comprennent des monuments commémoratifs tels que le Chaska Historical Marker, le Craigie Flour Mill Historical Marker et le Graceville Historical Marker ainsi que des points de vue panoramiques comme le Kenney Lake Overlook, le Preston Overlook, le Reads Landing Overlook ou encore le Stillwater Overlook, aujourd'hui tous inscrits au Registre national des lieux historiques.